# Liste der Stolpersteine in Beelen
Die Liste der Stolpersteine in Beelen enthält Stolpersteine, die im Rahmen des gleichnamigen Projekts von Gunter Demnig in Beelen verlegt wurden. Mit ihnen soll an die Opfer des Nationalsozialismus erinnert werden, die in Beelen lebten und wirkten.

## Liste der Stolpersteine
| Bild | Inschrift                                                               | Adresse                 | Verlegedatum | Anmerkung |
| --- | ----------------------------------------------------------------------- | ----------------------- | ------------ | --------- |
| Bild gesucht Der Benutzer GeorgDerReisende ( Diskussion ) wünscht sich an dieser Stelle ein Bild vom Ort mit diesen Koordinaten 51.929699 8.117735 . Motiv: Stolpersteine für Familie Baer, irgendwo auf oder am Rande des Platzes Falls du dabei helfen möchtest, erklärt die Anleitung , wie das geht. BW | Hier wohnte Leopold Baer Jg. 1891 Flucht 1939 Honduras überlebt         | Villers-Ecalles-Platz · | 6. März 2010 |           |
| | Hier wohnte Elli Baer geb. Hertz Jg. 1896 Flucht 1939 Honduras überlebt | Villers-Ecalles-Platz · | 6. März 2010 |           |
| | Hier wohnte Lore Baer Jg. 1925 Flucht 1939 Honduras überlebt            | Villers-Ecalles-Platz · | 6. März 2010 |           |
| | Hier wohnte Margot Baer Jg. 1933 Flucht 1939 Honduras überlebt          | Villers-Ecalles-Platz · | 6. März 2010 |           |